# Oom Bay
Die Oom Bay ist eine gut definierte und 3 km breite Bucht an der Mawson-Küste des ostantarktischen Mac-Robertson-Lands. Sie liegt zwischen dem Kap Bruce und dem Campbell Head.
Teilnehmer der British Australian and New Zealand Antarctic Research Expedition (1929–1931) unter der Leitung des australischen Polarforschers Douglas Mawson entdeckten die Bucht im Februar 1931. Mawson benannte sie nach Leutnant Karl Erik Oom (1904–1972), dem Kartografen dieser Forschungsreise.